# Francisco Vidal y Barraquer
Francisco de Asís Vidal y Barraquer (Cambrils, 3 de octubre de 1868-Friburgo, Suiza, 13 de septiembre de 1943) fue un cardenal español, arzobispo de Tarragona durante la guerra civil española.

## Biografía
Cursó sus estudios preuniversitarios con los jesuitas de Manresa. En 1887 inició sus estudios de derecho en la Universidad de Barcelona, donde obtuvo la licenciatura en Derecho civil en 1893. Después de dedicarse durante dos años a la profesión forense con el jurista Joaquín Almeda, decidió entrar en el seminario. Inició sus estudios eclesiásticos en 1895 en el Seminario de Barcelona, continuándolos en la Universidad Pontificia de Tarragona. Fue ordenado sacerdote en Tarragona en 1899. Un año después, en 1900, obtuvo el doctorado en Derecho civil en la Universidad de Madrid.
Ejerció diversas funciones en la diócesis de Tarragona: Fiscal Eclesiástico y Metropolitano de Tarragona, provisor y vicario general. En 1910 fue nombrado canónigo arcipreste de la catedral y, en 1911, vicario capitular.

### Episcopado
En 1913 fue consagrado obispo y nombrado administrador apostólico de Solsona. Cinco años después fue elevado al arzobispado de Tarragona y en 1921 fue creado cardenal. Defensor de la predicación en catalán, su preocupación por la cultura le llevó a fundar la Biblioteca, el Museo y el Archivo de la archidiócesis tarraconense, gracias a lo cual ingresó en la Real Academia de la Historia. Durante la dictadura de Primo de Rivera fue objeto de críticas por parte de la derecha españolista por su defensa de la lengua catalana y su uso en los oficios religiosos. Aunque trataron de separarle de su diócesis, sin éxito, sí consiguieron que la Santa Sede prohibiese el uso del catalán en la predicación.
Al proclamarse la Segunda República y ser expulsado poco después el cardenal y arzobispo de Toledo Pedro Segura, en junio de 1931, fue una de las figuras más significadas de la Iglesia española, mostrando su disposición al reconocimiento del régimen republicano, sin perjuicio de la defensa de las posturas de la Iglesia, en caso de que sus intereses fuesen menoscabados o atacados.
Al estallar la Guerra Civil se encontraba en Barcelona, partiendo de inmediato a Tarragona. Se refugió en el Monasterio de Poblet (Tarragona). Allí fue detenido por milicianos de la FAI y conducido a Barcelona, donde fue salvado in extremis del fusilamiento por el coronel de la Guardia Civil (posteriormente general) Antonio Escobar Huerta. La intervención personal del consejero Ventura Gassol del gobierno de la Generalidad de Cataluña encabezado por Lluís Companys consiguió su liberación y su traslado a Italia, traslado debido a que en las circunstancias extraordinarias que vivía Barcelona el único consulado que pudo tramitar la salida fue el italiano, aunque el cardenal había expresado su deseo de marcharse a través del consulado francés o el británico. Se negó a firmar la Carta colectiva de los obispos españoles con motivo de la guerra en España redactada el 1 de julio de 1937 por el episcopado español a instancias de Franco, y no reconoció al régimen franquista.
La negativa a firmar la carta se basó en dos argumentos: que era un documento "propio para propaganda... poco adecuado a la condición y carácter de quienes han de suscribirlo" y al que "se le dará una interpretación política por su contenido y por algunos datos o hechos en él consignados"; y en segundo lugar, porque su publicación podría empeorar la difícil situación que ya vivían los eclesiásticos que se hallaban en la zona republicana. También aducía el cardenal el origen del documento, complacer la petición del general Franco, pues juzgaba peligroso "aceptar sugerencias de personas extrañas a la jerarquía en asuntos de su incumbencia". Pero la razón fundamental de la negativa del cardenal Vidal y Barraquer fue que "creía que en aquella guerra fratricida la Iglesia no debía identificarse con ninguno de los dos bandos, sino más bien hacer obra de pacificación. Así lo exponía repetidamente en sus cartas al cardenal Pacelli, Secretario de Estado".
Por todo ello, la dictadura no le permitió el regreso a su sede e incluso presionó a la Santa Sede para que le obligase a renunciar, cosa que no fue aceptada por los papas Pío XI y Pío XII. Es más, Pío XII le pidió a Franco que autorizase su vuelta a Tarragona y Franco se negó. Trasladado a Suiza ante la ocupación alemana, falleció en 1943, en la ciudad de Friburgo. Inicialmente, fue enterrado en un monasterio cartujo en Valsainte, aunque en mayo de 1978 sus restos se trasladaron a la Catedral de Tarragona, donde está enterrado. Hay en la cripta un lugar reservado para el que fue su obispo auxiliar en la archidiócesis mientras estaba en el exilio, Manuel Borrás, asesinado en la Guerra Civil, pues se tiene la esperanza de encontrar sus restos y dejarlos reposar junto a los del cardenal.